# Heïdi Gaugain
Pour les articles homonymes, voir Gaugain.
Heïdi Gaugain, née le 30 novembre 2004 à Laval, est une coureuse cycliste française. Atteinte d'agénésie, née sans avant-bras gauche, elle participe aussi bien à des épreuves avec les valides qu'en paracyclisme (catégorie C5). Elle est la première athlète handisport à devenir championne du monde chez les valides, depuis ses titres sur la poursuite par équipes et la course aux points lors des championnats du monde de cyclisme sur piste juniors 2022.

## Biographie
Née dans une famille de cyclistes, Heïdi Gaugain commence le vélo à 11 ans avec sa soeur, sur l'impulsion de son père.
Elle déclare qu'elle n'a jamais souffert de son handicap : « Je me suis toujours senti une petite fille normale, intégrée et capable ».

## Carrière sportive
Spécialiste de la piste, elle court également sur route chez les valides avec l'équipe espagnole Bizkaia-Durango depuis 2023, avec laquelle elle participe à sa première course World Tour lors du Tour de Burgos.
Elle est désignée en fin d'année 2023 Championne des championnes para France de L'Équipe. C'est la première fois que le journal récompense un parasportif et une parasportive.
Elle est médaillée d'argent de la poursuite individuelle C5, du contre-la-montre C5 et de la course en ligne C4-5 aux Jeux paralympiques d'été de 2024 à Paris,,.
Pour la saison 2025, elle rejoint, sur route, l'équipe Breizh Ladies parrainée par le comité de Bretagne de cyclisme et qui évolue en 1re division nationale.

## Palmarès sur piste

### Championnats du monde
| Édition / Épreuve       | Poursuite par équipes                     | Course aux points |
| Tel Aviv 2022 (juniors) | Or (avec Chéreau, Pernollet et Lallemant) | Or                |

### Championnats d'Europe
| Édition / Épreuve     | Poursuite par équipes |
| Anadia 2023 (espoirs) | Argent                |

## Palmarès handisport sur piste

### Jeux paralympiques
| Édition / Épreuve | Poursuite individuelle | 500m contre la montre         |
| Paris 2024        | Argent (C5)            | 11e des qualifications (C4-5) |

### Championnats du monde
| Édition / Épreuve  | Poursuite individuelle | Omnium      |
| Saint-Quentin 2022 | Argent (C5)            | Bronze (C5) |
| Glasgow 2023       | Or (C5)                | -           |
| Rio 2024           | Or (C5)                | -           |

## Palmarès sur route
- 2024
  - Tour de l'Orne :
    - Classement général
    - 1re étape

  - 3e du championnat de France sur route espoirs

## Palmarès handisport sur route

### Jeux paralympiques
| Édition / Épreuve | Contre-la-montre | Course en ligne |
| Paris 2024        | Argent (C5)      | Argent (C4-5)   |

### Championnats du monde
| Édition / Épreuve | Contre-la-montre | Course en ligne |
| Glasgow 2023      | Bronze (C5)      | Argent (C5)     |
| Zurich 2024       | Argent (C5)      |                 |

### Championnats d'Europe
| Édition / Épreuve | Contre-la-montre | Course en ligne |
| Rotterdam 2023    | Or (C5)          | Or (C5)         |

## Distinction et décoration
- Championne des championnes para France de L'Équipe 2023.

### Décorations
- Chevalier de l'ordre national du Mérite (2024)[8]